# Ascetocythere riopeli
Ascetocythere riopeli är en kräftdjursart som beskrevs av Hobbs och Walton 1976. Ascetocythere riopeli ingår i släktet Ascetocythere och familjen Entocytheridae. Inga underarter finns listade i Catalogue of Life.